# Heerlijkheid Wildenfels
Wildenfels was een tot de Opper-Saksische Kreits behorend graafschap binnen het Heilige Roomse Rijk.

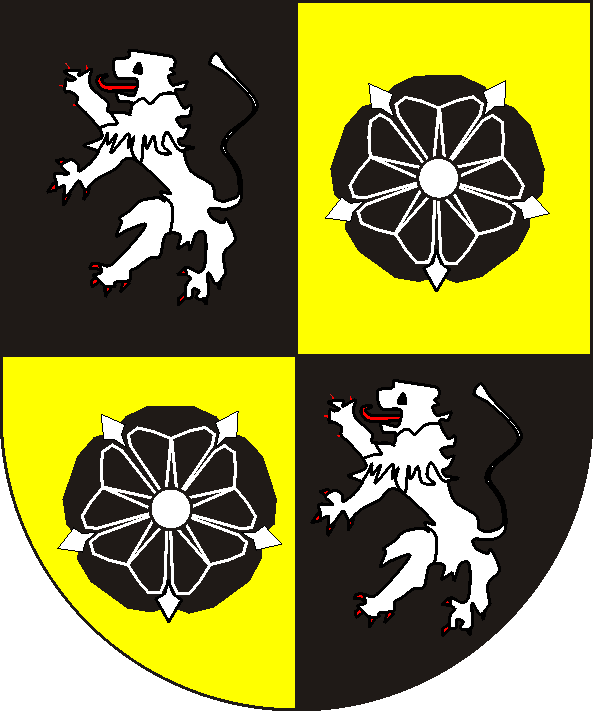
heerlijkheid Wildenfels

Voor 1200 werd de burcht Wildenfels bij Zwickau gebouwd. De burcht was het middelpunt van heerlijkheid van de in 1222 voor het eerst vermelde heren van Wildenfels. De heren van Wildenfels waren rijksvrij (reichsunmittelbar). In 1356 wordt de heerlijkheid een leen van het koninkrijk Bohemen.
Van 1410 tot 1536 wordt de heerlijkheid aan verschillende families verpand. In 1427 komt het aan de burggraven van Meissen uit het huis Reuss-Weida.
In de tweede helft van de zestiende eeuw wordt de heerlijkheid langzaam maar zeker onderworpen aan de landshoogheid van het keurvorstendom Saksen.
Na het uitsterven van de heren van Wildenfels in 1602 komt de heerlijkheid aan de graven van Solms-Laubach. In 1706 erkennen de graven van Solms de Saksische Landshoogheid, maar economisch blijft de heerlijkheid voor Saksen buitenland. Pas in 1848 komt er een eind aan de aparte status.